# Rogers, Minnesota
Rogers là một thành phố thuộc quận Hennepin, tiểu bang Minnesota, Hoa Kỳ. Năm 2010, dân số của thành phố này là 8597 người.

## Dân số
- Dân số năm 2000: 3588 người.
- Dân số năm 2010: 8597 người.